# Ferrocarriles de Vía Estrecha
De Ferrocarriles de Vía Estrecha (FEVE) was tussen 1972 en 31 december 2012 de nationale smalspoorwegmaatschappij van Spanje. Het bedrijf was actief in de regio's Galicië, Asturië, Cantabrië, Baskenland, Castilië en León en Murcia. Het FEVE-spoornet is 1192 kilometer lang (1172 km alleen Noord-Spanje) en is het grootste metersporige spoornetwerk in Europa. 317 kilometer is geëlektrificeerd met 1500 volt gelijkspanning. In 2004 maakten 12,2 miljoen mensen gebruik van de treinen van de FEVE.
De FEVE is in 1972 ontstaan door een fusie van verschillende smalspoorwegmaatschappijen. Vanaf 1978 werden delen van het netwerk overgedragen aan de autonome regio's. Zij hebben eigen spoorwegmaatschappijen opgericht.
- Baskenland: EuskoTren (1979)
- Catalonië: FGC (1978)
- Valencia: FGV (1986)
- Mallorca: SFM

Per 1 januari 2013 is het spoorbedrijf opgegaan in de RENFE voor de treinvoering, en is het spoorbeheer overgegaan naar de Adif.

## Lijnennet

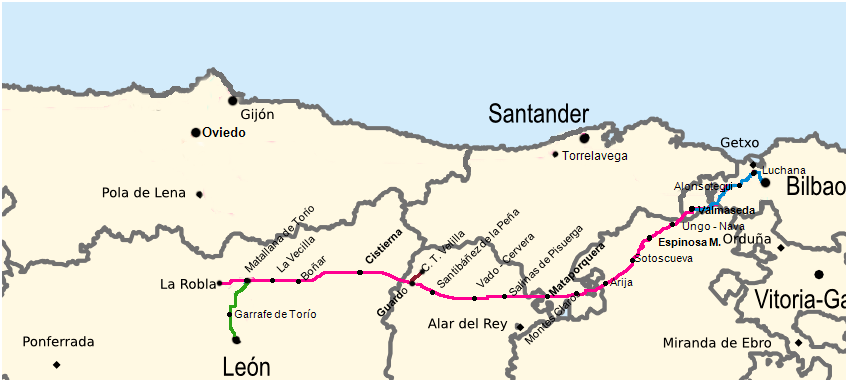
Spoorlijn Bilbao-Leon

Meterspoornetwerk (groen) in Noordwest-Spanje

Vanaf Bilbao Concordia zijn er twee langeafstandspoorlijnen:
- Naar León via Mataporquera en Matallana. Deze lijn gaat het binnenland in van het Cantabrisch Gebergte. De 333,6 km lange spoorlijn[4] heeft een hoogteprofiel met veel pieken en dalen. Het hoogste punt van 1193 meter is gelegen in de buurt van Guardo, maar de trein Bilbao-León moet in totaal 2085 meter klimmen vanaf zeeniveau (17 meter), om León op 841 meter hoogte te bereiken. In 1991 is de doorgaande reizigersdienst opgeheven. In mei 1993 is de reizigersdienst heropend na grote investeringen in de herbouw van de infrastructuur.[5][6]
- Naar Ferrol via Santander en Oviedo. Deze 650 km[7] lange lijn volgt de kust met af en toe een omweg door het binnenland. De bouw van de lijn tussen Ferrol en Oviedo was pas in 1972 klaar. Deze lijn is onder druk van generaal Franco voltooid en hij heeft persoonlijk de lijn op 6 september 1972 geopend. Franco was zelf afkomstig uit Ferrol en zijn vrouw uit Gijón.[8]

De hoofdlijnen splitsen zich in Aranguren, een voorstadstation van Bilbao. Naast deze hoofdlijnen zijn er nog lokale zijlijnen die deel uitmaken van de lokale spoornetten. De lokale spoornetten zijn geëlektrificeerd met 1500 V gelijkspanning. De hoofdlijn tussen Oviedo en Bilbao wordt geëlektrificeerd aanvullend op de lokale elektrische spoornetten. Dit zijn de trajecten Infiesto (Oviedo) - Cabezón de la Sal en Orejo - Aranguren (Bilbao).

### Bilbao

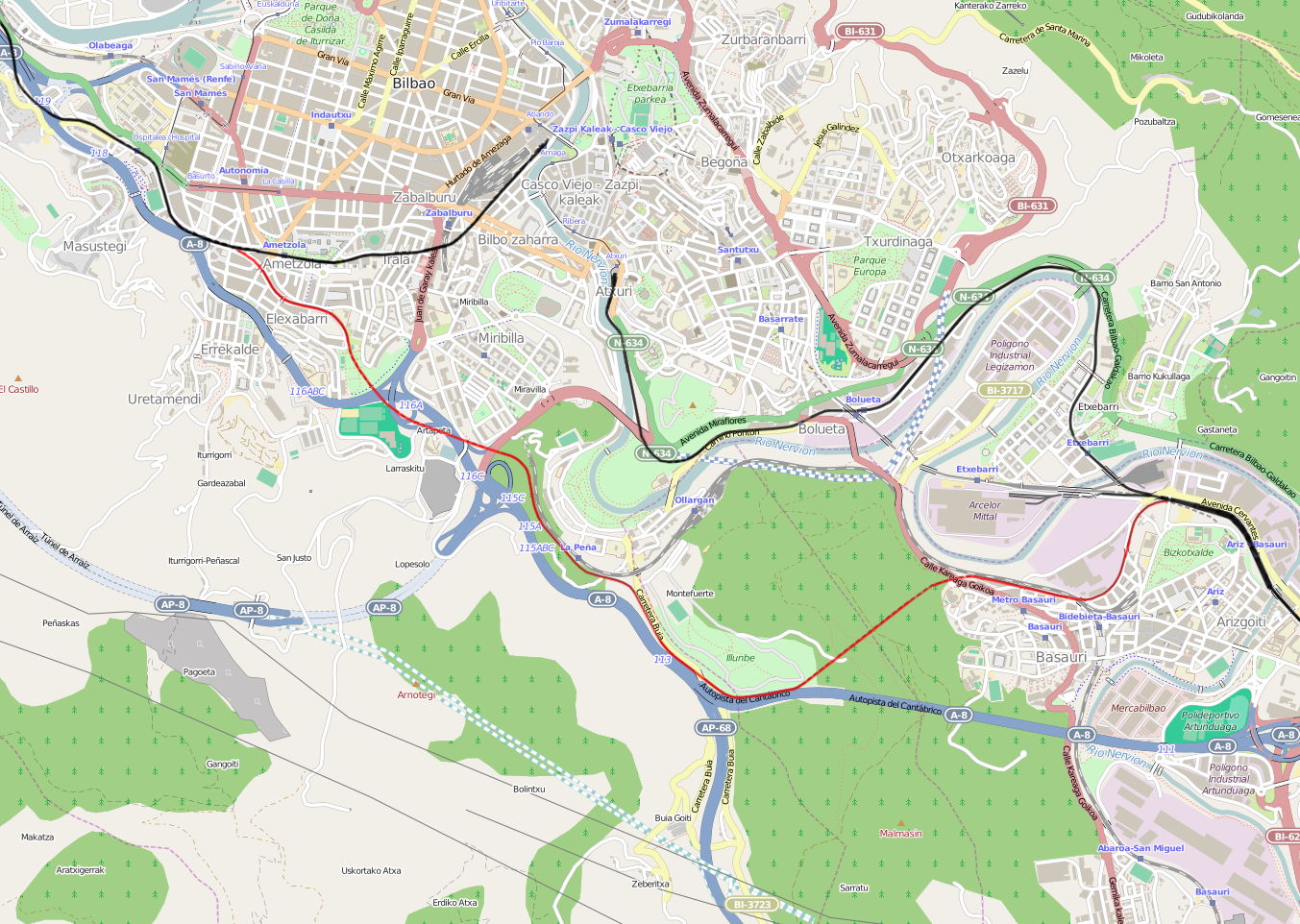
verbindingslijn in het rood tussen de FEVE en EuskoTren spoornetten.

Er is een elektrische voorstadsdienst (cercanías) van Bilbao Concordia naar Balmaseda. Balmaseda is gelegen op de hoofdlijn naar León. Voor de goederentreinen is er een aansluitende lijn naar Luchana in de haven. Een andere goederenverbindingslijn geeft aansluiting in Ariz op het metersporige Euskotren-spoornet.

### Santander

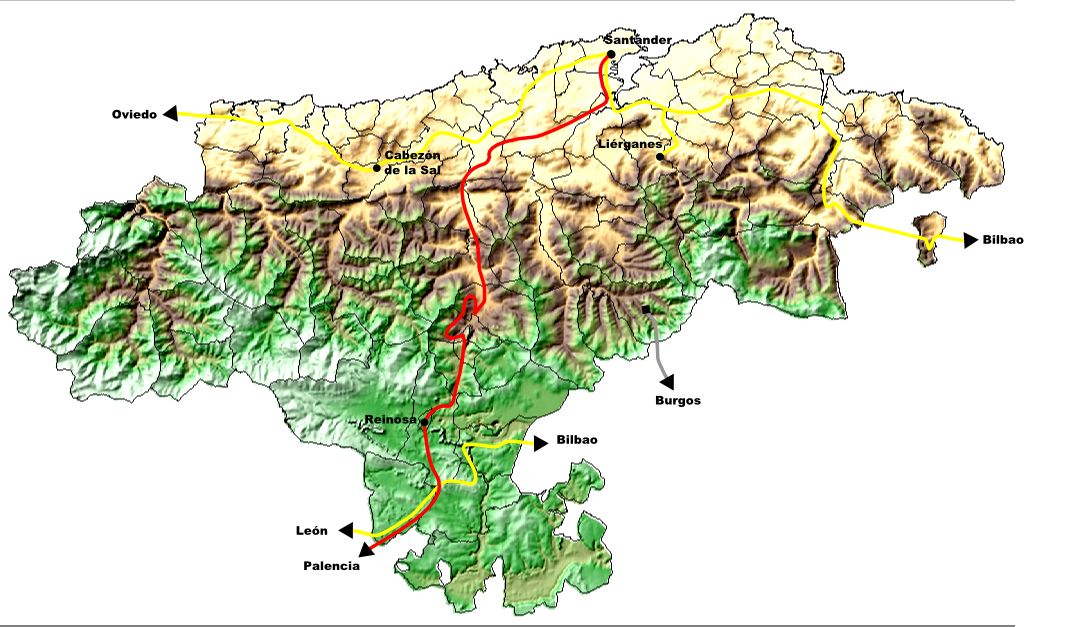
Spoorkaart van Cantabria, FEVE in geel en RENFE in rood

Er rijden twee elektrische voorstadsdiensten:
- Santander - Cabezón de la Sal (op de lijn naar Oviedo). Is dubbelsporig tot Puente San Miguel.[10] Er zijn snelle lokale treinen tussen Santander en Torrelavega, met een beperkt aantal haltes, die met een snelheid van 100 km/h rijden.
- Santander - Liérganes. Op de hoofdlijn naar Bilbao is vanaf Orejo een zijlijn naar Liérganes.

Er is een goederenspoor naar de haven; van Maliaño naar Puerto de Raos.

### Cercanías Asturias

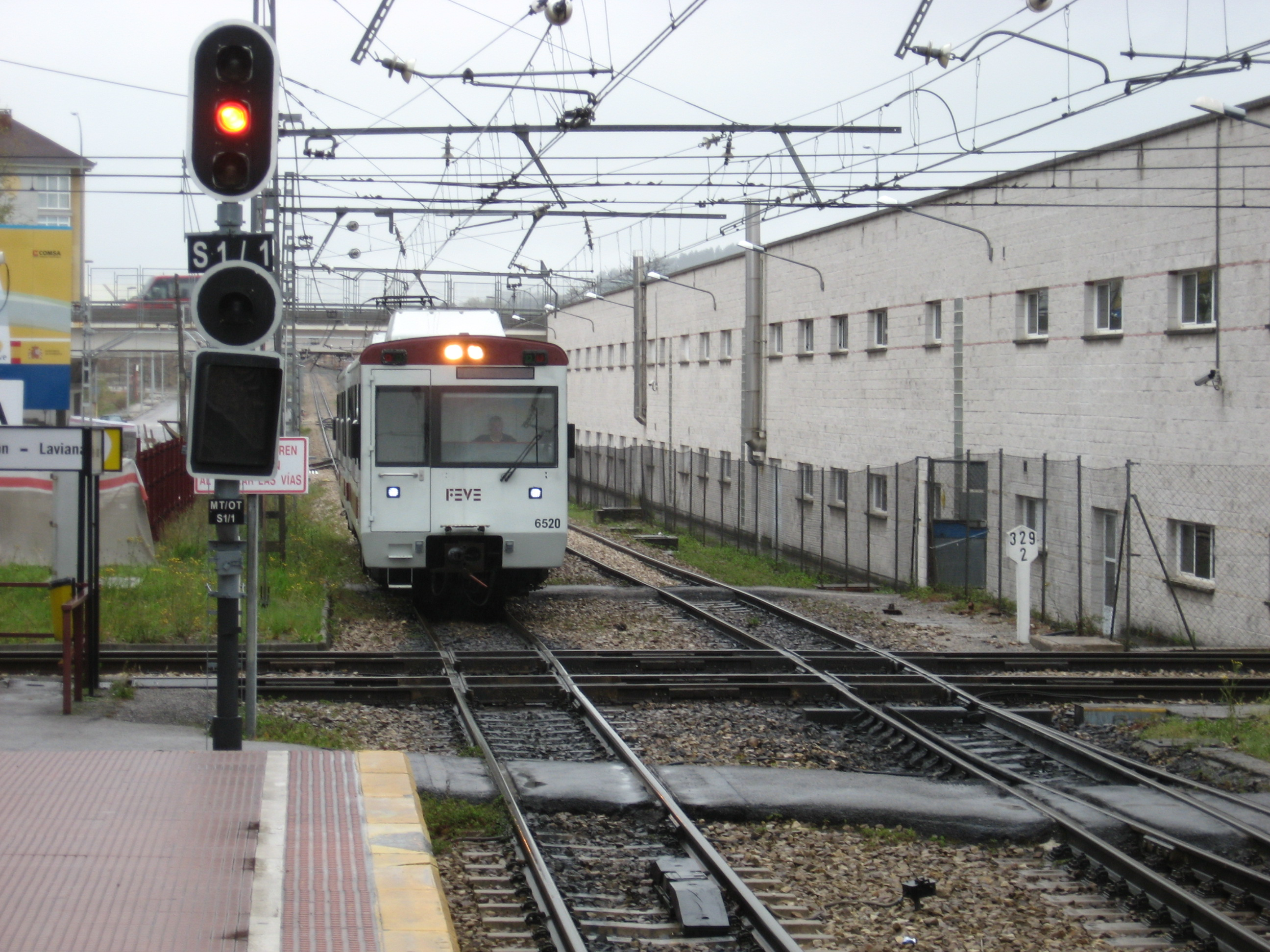
FEVE-kruisstation bij El Berrón

Samen met de Renfe is er in Asturias een samenhangend voorstadnetwerk ontstaan.
Dit zijn de volgende lijnen: ()= aansluitende lijnen
- F4: Cudillero - Gijón via Pravia (F7), Avilés (C3) en Veriña (C1).
- F5: Gijón - Laviana via El Berrón (F6) en El Entrego (C2). Vlak ten noorden van El Berrón is een lange dubbelsporige spoortunnel aangelegd door de bergen ter vervanging van het oude bochtige tracé. Bij El Entrego is de RENFE-lijn wel aan de andere kant van het dorp. Van de halte Florida (net ten noorden van de spoortunnel) tot Langreo is de lijn dubbelsporig.
- F6: Oviedo - Infiesto Apeadero op de hoofdlijn naar Santander. Er is een kruisstation bij El Berrón (F5), waarbij alle vier mogelijke bogen zijn aangelegd en de boogsporen van/naar Oviedo een eigen perron hebben. El Berrón is tevens een grote werkplaats.
- F7: Oviedo - San Esteban via Trubia (F8) en Pravia (F4). Oviedo - Trubia was vroeger een breedsporige RENFE-spoorlijn die omgebouwd is naar meterspoor. De oude FEVE-lijn Oviedo - Fuso de la Reina is opgeheven. Dit is samengegaan met het opheffen van de oude FEVE-stations in Oviedo. De FEVE-treinen gebruiken nu het RENFE-hoofdstation. De treinen naar Ferrol gebruiken de F7-lijn tot Pravia, waar deze vervolgens de F4-lijn nemen richting Cudillero.
- F8: Baiña - Collanzo via Ablaña (C1) en Mieres-Puente (C1). Dit is de enige voorstadslijn die niet elektrisch is. De lijn tussen Fuso de la Reina en Mieres-Puente heeft maar een paar treindiensten. De meeste treinen pendelen tussen Mieres-Puente en Collanzo in aansluiting op de RENFE-treinen.
- F9: In september 2008 werd een nieuwe non-stop uurdienst van Oviedo naar Gijón via El Berrón (F6 + F5).[13] In juni 2010 is deze lijn doorgetrokken naar Trubia (F8) en zijn er haltes ingevoegd in Parque Principado, El Berrón en Noreña.

De hoofdlijn naar Santander is geëlektrificeerd tot Ribadesella tot waar regionale elektrische treinen rijden. Er is tevens een aftakkende spoorlijn naar de haven en centrum van Ribadesella

#### RENFE-lijnen
- C1: Puente de los Fierros - Gijón (F5) via Mieres-Puente (F8), Ablaña (F8), Soto de Rey (C2), Oviedo (C2, C3, F6, F7), Villabona de Asturias (C3) en Veriña (F4). Deze lijn rijdt over de Adif-hoofdlijn León - Gijón.
- C2: Oviedo - El Entrego (F5) via Soto de Rey (C1).
- C3: Oviedo - San Juan de Nieva via Villabona de Asturias (C1) en Avilés (F4).

#### Goederenlijnen
- Avilés (F4) - Puerto de San Juan de Nieva
- Sotiello (F5) - El Musel
- Goederenaansluiting (F5) naar El Entrego RENFE.

### Voorstadsdienst vanuit Ferrol
Vanuit Ferrol rijden er tot Ortiqueira voorstadstreinen op de hoofdlijn. Er zijn tussendiensten tot (in volgorde) Xuvia, San Sadurniño en Cerdido.

### Voorstadsdienst vanuit León

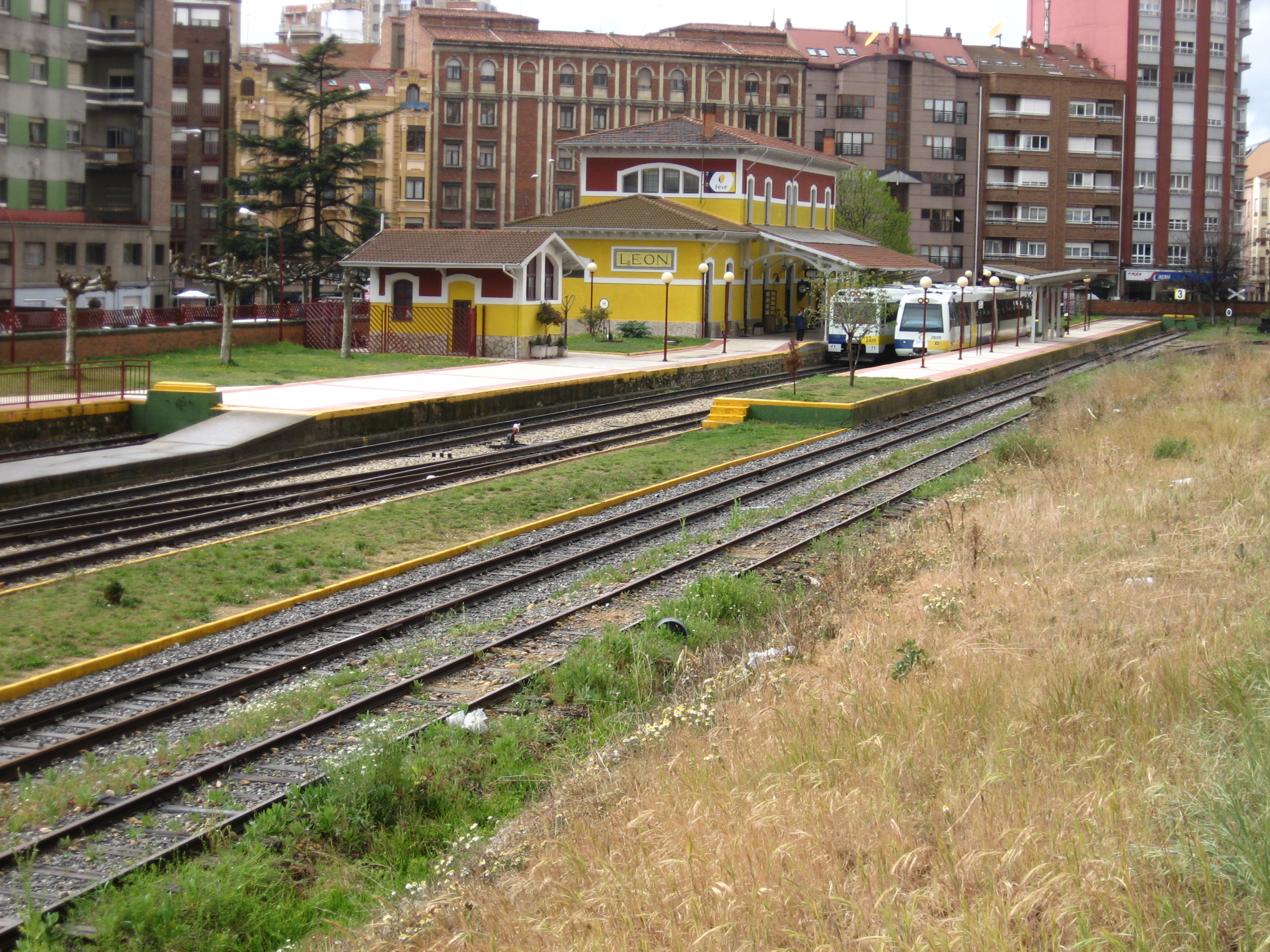
FEVE-station in León

Vanuit León rijden er tot Guardo voorstadstreinen op de hoofdlijn. Er zijn tussendiensten tot (in volgorde) San Feliz, Matallana, Cistierna. De trein naar Bilbao rijdt naar Cistierna als sneldienst. De goederentreinen rijden niet tot León maar nemen de goederenlijn Matallana - La Robla. In La Robla worden goederen overgeheveld op de RENFE-spoorlijn. Van Guardo uit is er goederenlijn die naar de mijnen gaat. In het verleden waren er veel meer van dergelijke lijnen.
In León zullen de laatste paar kilometers van de lijn samen met het kopstation onder de grond gestopt worden. De stad heeft plannen om een tramnet te bouwen en het is mogelijk dat een deel van de voorstadlijn geëlektrificeerd wordt en voorstadtreinen als tram verder de stad in kunnen rijden.

### Cartagena - Los Nietos
Is een lokale lijn in Murcia tussen de stad Cartagena en het dorp Los Nietos aan de Mar Menor. De lijn is ongeveer 20 km lang en heeft 15 stations.

### Valencia tot 1986
In 1964 nam de FEVE het elektrisch regionaal smalspoornet van de CTFV (Compañía de Tranvías y Ferrocarriles de Valencia) over. Op zijn beurt nam in 1986 de FGV het voorstadsnet van de FEVE over. Er was een geïsoleerde zuidelijke lijn van Valencia (Estació de Jesús) tot Villanueva de Castellón. Vanuit het kopstation "Estació del Pont de Fusta" in het noorden van Valencia vertrokken lijnen naar Llíria, Bétera, Rafelbuñol en El Grau (bij de haven). Met metrotunnels zijn de zuidelijke lijnen en de lijnen in het noorden later met elkaar verbonden. De lijn naar El Grau en de lijn tot Ademuz (nu Empalme) is vervangen door de tramlijn 4. De FEVE heeft trams gekocht van de Belgische buurtspoorwegen, gemoderniseerd en ingezet op deze lijnen.
Na de overname van de spoorlijnen door de FGV werden de zuidelijke spoorlijn verbonden met de spoorlijnen in het noorden door middels van een spoortunnel door de stad. Deze spoorlijnen werden verder uitgebouwd tot de huidige regionaal metronet.

## Langeafstanddiensten

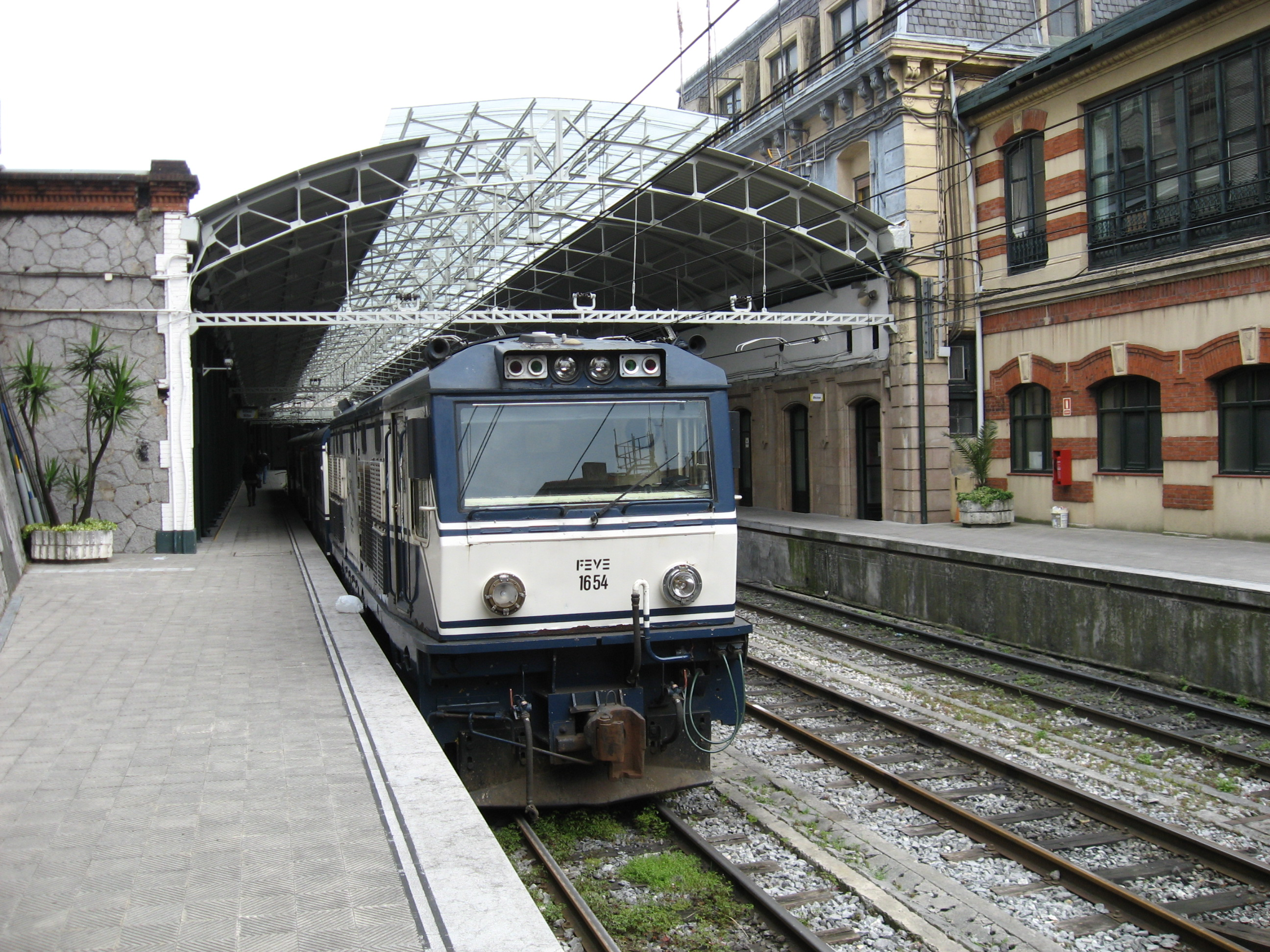
Trein in Bilbao Concordia klaar voor vertrek naar León. Meestal is dit geen getrokken trein, maar nu worden twee rijtuigen van de Transcantabrico ingezet met een locomotief.

In tegenstelling tot de voorstadtreinen rijden de langeafstandtreinen weinig frequent. Spanje heeft goede langeafstandbusdiensten, die veel sneller en frequenter zijn dan de langeafstandtreinen van de FEVE. Langs de kust is er een snelweg waarop deze snelbussen rijden. Deze treinen halen amper 80 km/h en hebben veel haltes. De trein Bilbao-Léon rijdt maar een keer per dag en doet er 7 uur 18 minuten over om deze afstand af te leggen. Deze berglijn heeft geen concurrentie van een snelweg maar rijdt in tegenstelling tot de kustlijn door een dunbevolkt gebied. Er is op de kustlijn wel een druk goederenverkeer. De FEVE exploiteert ook een luxueuze hoteltrein Transcantabrico met slaapwagens. Er wordt alleen overdag gereden en er worden veel excursies gemaakt.

## Einde
De FEVE bouwde grote schulden op en had grote tekorten op de exploitatie. Onder druk van de Spaanse financiële crisis heeft de staat besloten de Spaanse spoorsector te herstructureren. Hierbij wordt de FEVE op 1 januari 2013 opgeheven en worden spooractiviteiten overgeheveld naar respectievelijk de nationale spoorwegmaatschappij, RENFE, en het beheer van de spoorinfrastructuur naar de nationale spoorwegbeheerder, ADIF. In de loop van 2013 worden de activiteiten van FEVE geïntegreerd met de betrokken bedrijven. De commerciële naam voor dit deel van het RENFE spoorwegbedrijf is "Renfe Feve" met een eigen websitegedeelte en grote zelfstandigheid binnen het RENFE spoorbedrijf.

## Galerij

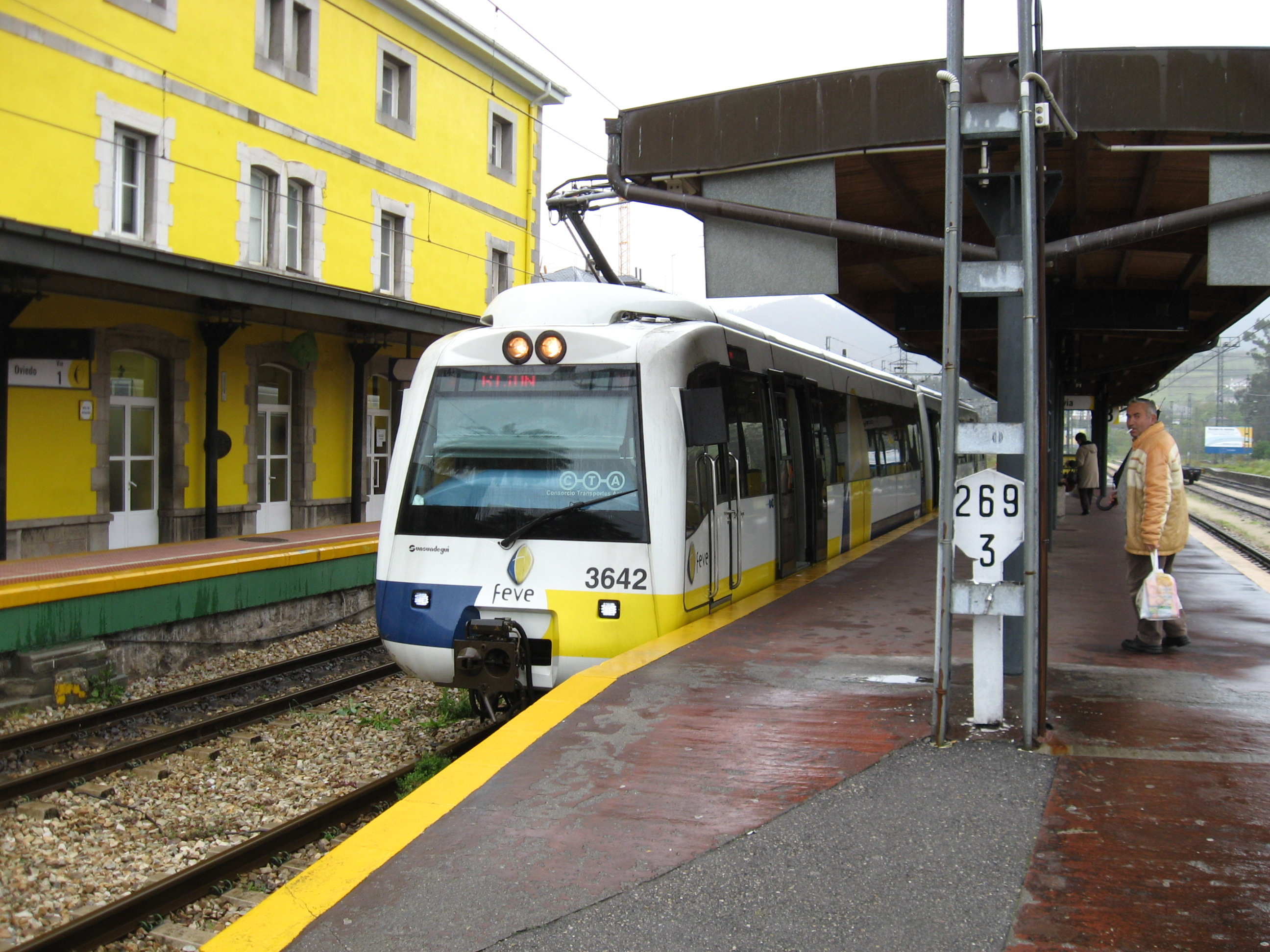
FEVE-trein F4 in Pravia voor Gijón
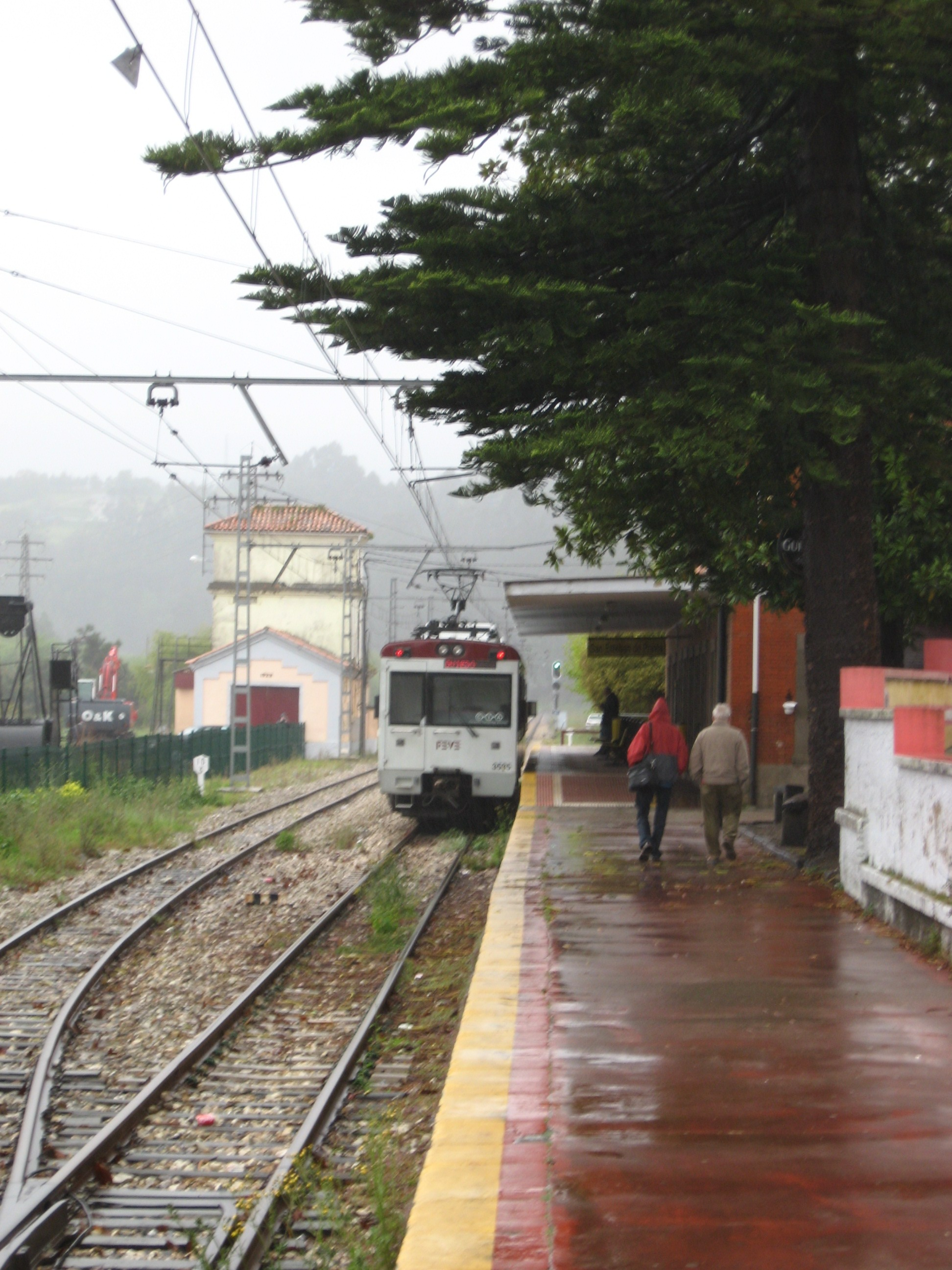
FEVE-station San Esteban. Eindpunt van F7.
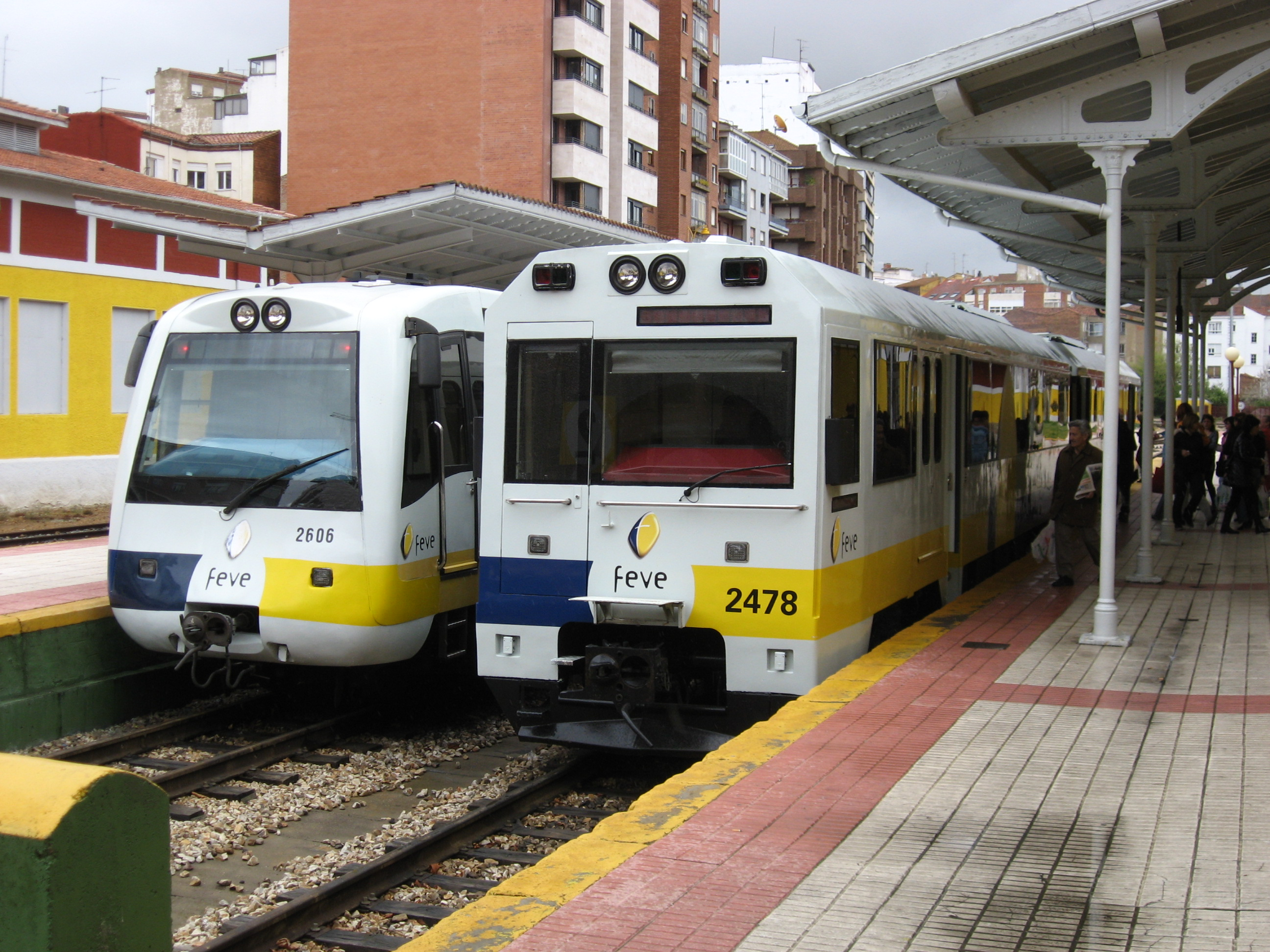
FEVE-station León met de 2 verschillende types dieseltreinstellen.
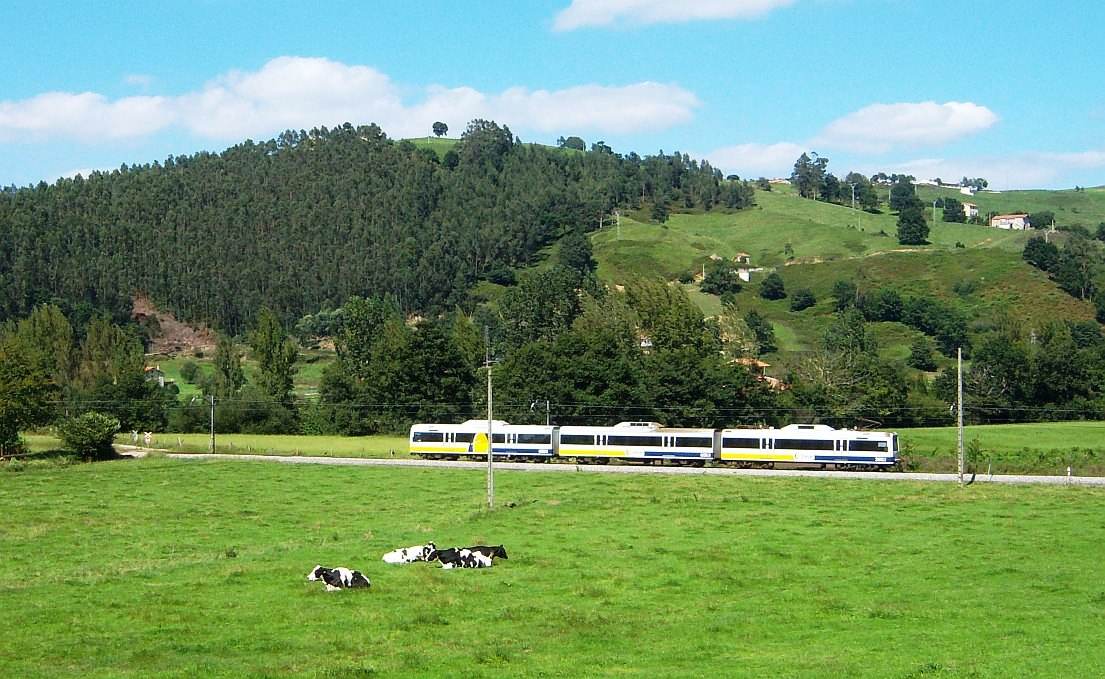
FEVE Santander - Lierganes
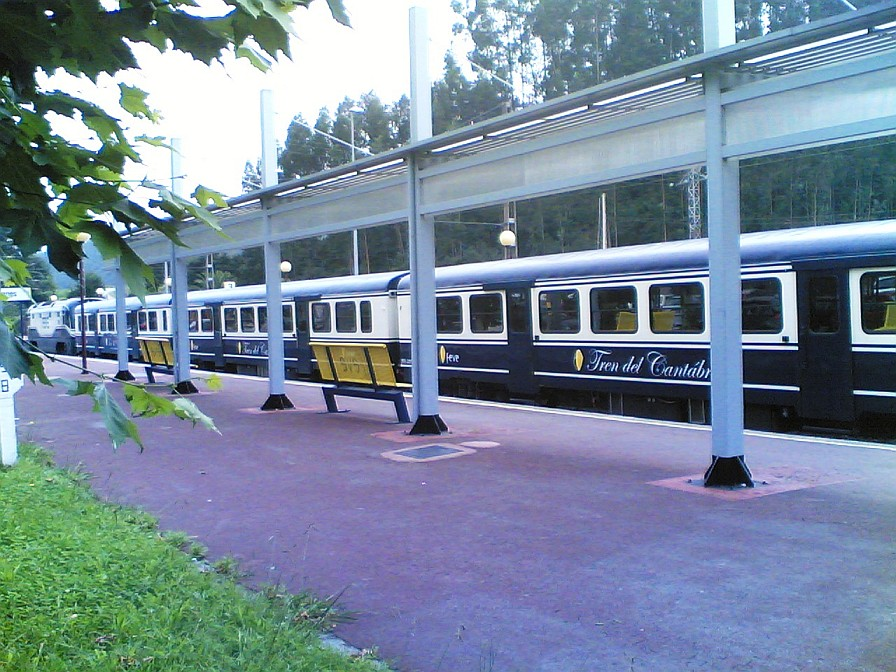
De luxueuze hoteltrein Transcantabrico
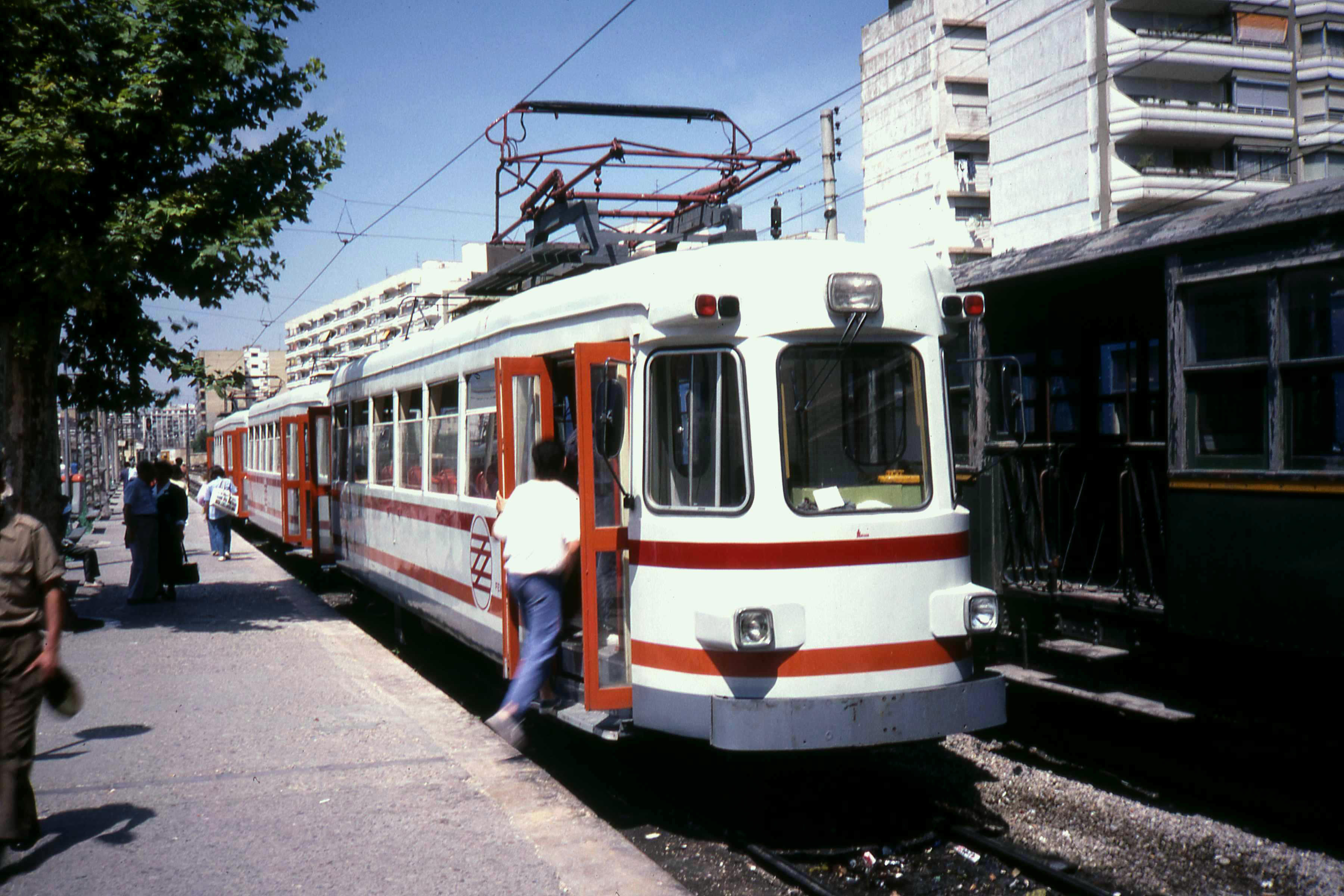
De FEVE heeft voor het spoornet in Valencia, NMVB-trams overgenomen en herbouwd (in 1987).
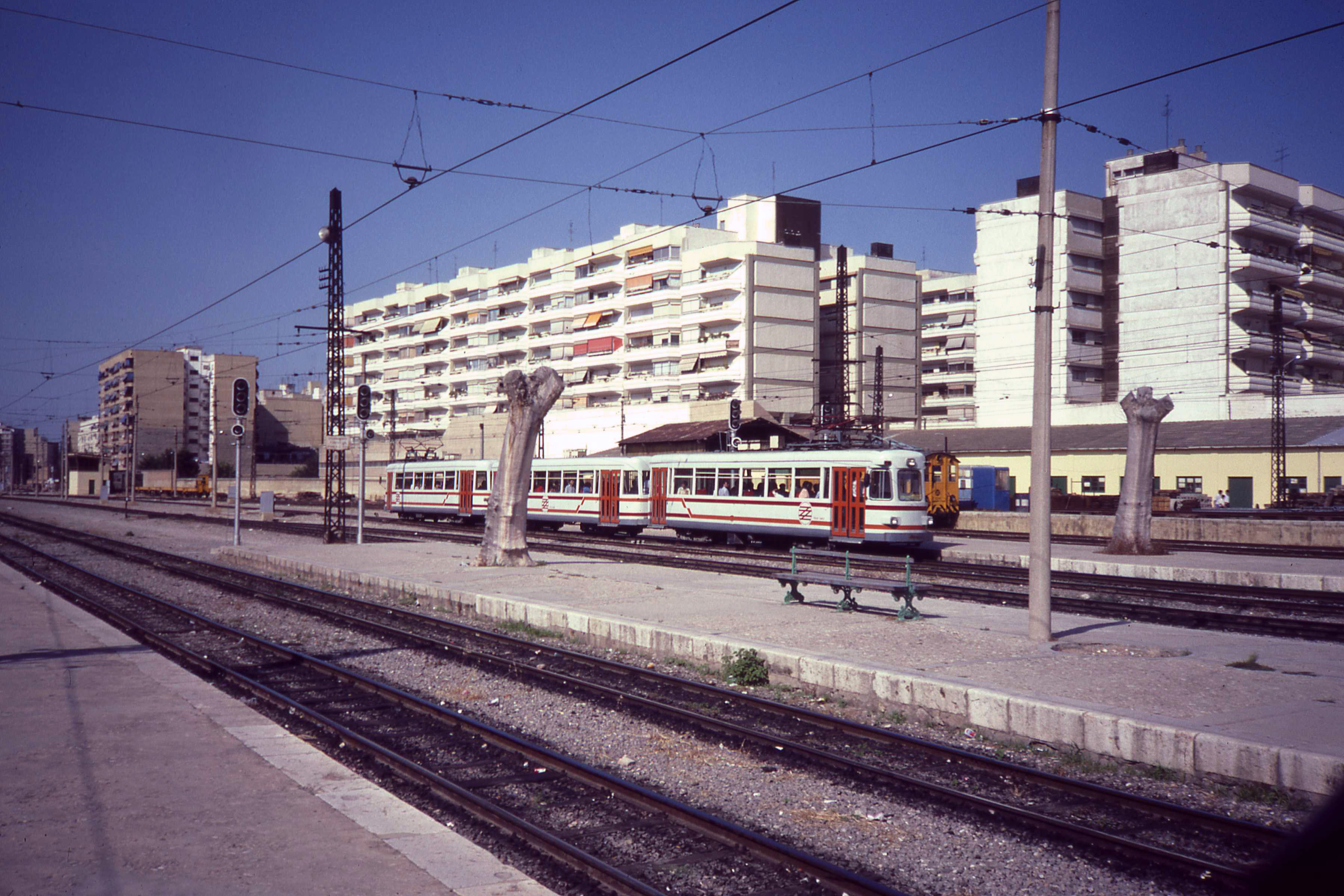
Een voormalige NMVB-tram in het kopstation Pont de Fusta van Valencia (in 1987)
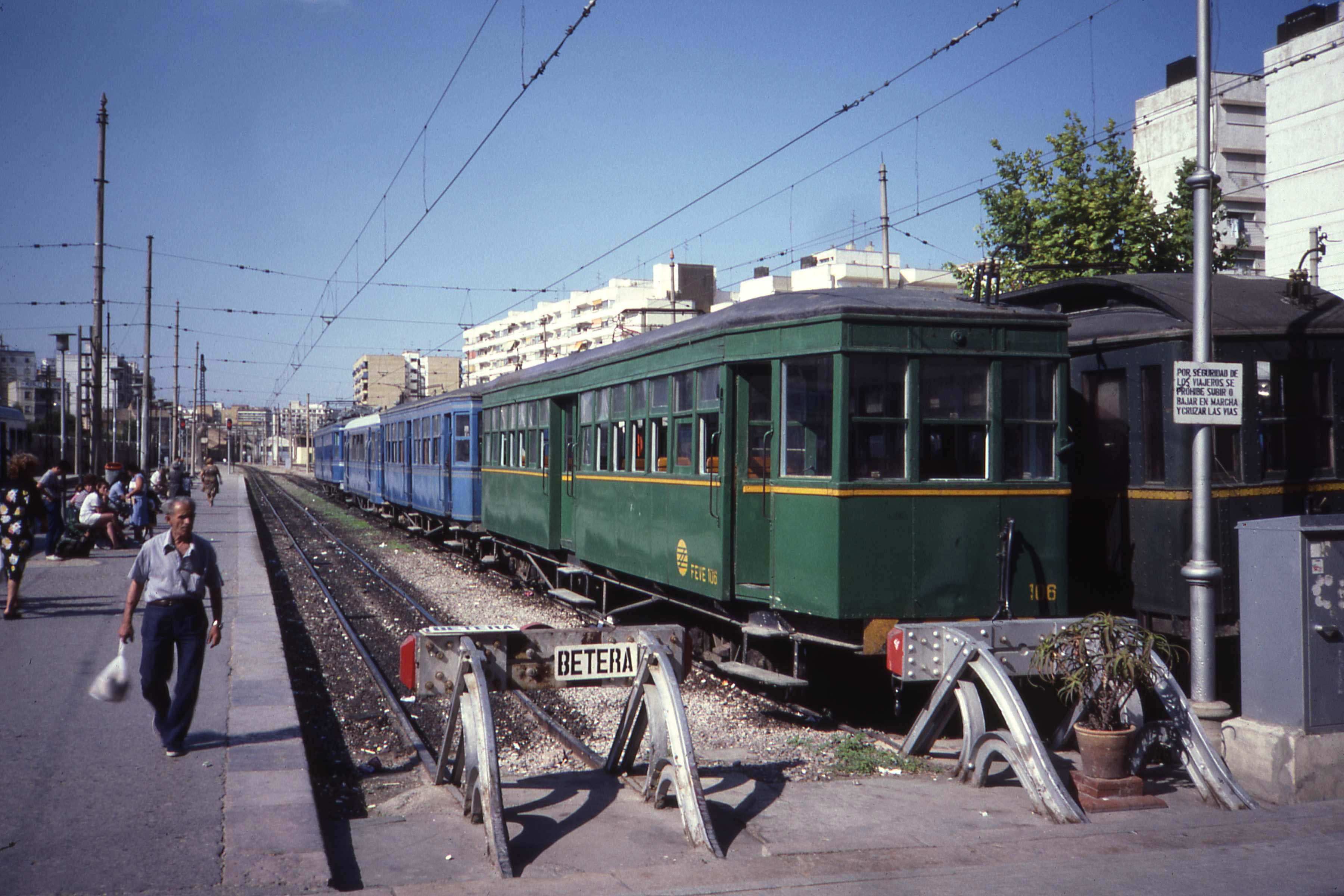
Het station van Pont de Fusta van Valencia in 1987